# Thái Bình Thiên Quốc bắc phạt
Thái Bình Thiên Quốc bắc phạt (chữ Hán: 太平天國北伐) là hành động quân sự trọng yếu của Thái Bình Thiên Quốc, diễn từ năm 1853 đến 1855, mục tiêu cuối cùng là Bắc Kinh của nhà Thanh, kết quả thất bại nặng nề, toàn quân bị tiêu diệt.

## Bối cảnh, diễn biến và kết cục
Năm 1853, sau khi Thái Bình Thiên Quốc đánh chiếm Nam Kinh, tháng 5, Đông vương Dương Tú Thanh phái Lâm Phượng Tường, Lý Khai Phương, Cát Văn Nguyên ngồi thuyền, từ Dương Châu xuất phát đến Phố Khẩu lên bờ, soái 9 cánh quân, hơn 2,5 vạn người lên phía bắc. Rồi phái Chu Tích Côn, Hứa Tông Dương, Hoàng Ích Vân làm hậu đội theo sau. Bấy giờ mục tiêu là chiếm lĩnh Thiên Tân, sau đó đợi viện quân, tiếp tục đánh lấy Bắc Kinh. Hậu đội sau khi lên bờ ở Phố Khẩu thì đi lạc đến Lục Hợp, còn chưa gặp được tiền đội thì phát sinh hỏa hoạn, tử thương nặng nề. Hoàng Ích Vân mất mạng, Chu Tích Côn trốn đến hội họp với Lâm Phượng Tường, Hứa Tông Dương quay về Thiên Kinh.
Sau khi từ Dương Châu xuất phát. quân Bắc Phạt đi qua Lâm Hoài quan và phủ Phượng Dương của An Huy, vào tháng 6 đi qua Bạc Châu tiến vào Hà Nam. Họ đánh hạ phủ Quy Đức của Hà Nam, cướp được hơn 2 vạn cân thuốc nổ cùng vô số đại bác, nhưng không có lương thực. Quân Bắc Phạt vốn muốn quay về Lưu Gia khẩu cách phủ Quy Đức 40 dặm về phía bắc để cướp thuyền vượt Hoàng Hà, nhưng quân Thanh đã đem toàn bộ thuyền bè thu được ở bờ bắc toàn bộ thiêu hủy. Họ đành tiếp tục tây tiến, đi qua huyện Trần Lưu, Chu Tiên trấn, Trung Mưu, Trịnh Châu, cuối cùng đến được Tỷ Thủy khẩu của huyện Củng mà vượt sông. Do người nhiều thuyền ít, trong lúc đó quân Thanh đã đuổi đến. Số quân chưa vượt sông chừng 3000 người đành phải quay về nam, đi qua Hồ Bắc trở về An Huy, gia nhập đội quân tây chinh. Cánh quân đã vượt sông từ tháng 6 bắt đầu vây đánh phủ Hoài Khánh (nay là thành phố Thấm Dương, Hà Nam), hơn 50 ngày vẫn chưa hạ được, đành phải bỏ qua, sau đó tiến vào Sơn Tây, đi qua phủ Bình Dương (nay là Lâm Phần, Sơn Tây), huyện Hồng Động ngoặt qua phía đông đến Đồn Lưu, Lê Thành rồi từ Thái Hành Sơn vào Vũ An, huyện Thiệp tiến thẳng đến Trực Lệ. Vào ngày 28 tháng 8 đánh hạ Lâm Minh quan của Trực Lệ, kinh thành chấn động, không dưới 3 vạn gia đình trốn khỏi Bắc Kinh. Nhà Thanh một mặt tuyên bố giới nghiêm kinh thành, Hàm Phong đế nhiệm mệnh hoàng thúc Miên Du làm Phụng mệnh đại tướng quân, Khoa Nhĩ Thấm (Horqin) quận vương Tăng Cách Lâm Thấm làm Tham tán đại thần, tăng cường binh lực quanh Bắc Kinh; một mặt chuẩn bị rút khỏi Bắc Kinh nếu tình hình nguy cấp.
Vì quân Thanh chắn giữ Bảo Định, quân Bắc Phạt bèn từ Thâm Châu tiến quân, tính toán đi qua Thương Châu, Tĩnh Hải rồi vào mặt đông mà chiếm Bắc Kinh. Nhưng cả một dải đất này bị nước lũ dâng cao, khiến họ hết cách tiến lên. Mãi đến cuối năm, khoảng 4 vạn nghĩa quân vẫn ở dừng lại ở Tĩnh Hải và khu vực gần Độc Lưu của vùng phụ cận Thiên Tân. Trong thời gian này, nhà Thanh tranh thủ điều động quân đội, khiến cho quân triều đình ở Bắc Kinh tăng lên gấp bội, còn quân Bắc Phạt chủ yếu là người phương nam, không chịu nổi cái rét của mùa đông phương bắc, dần rơi vào thế yếu. Đầu năm 1854, nghĩa quân hết lương, buộc phải rút về nam. Trong lúc quân Bắc Phạt bị trở ngại ở Tĩnh Hải, phái người về Thiên Kinh xin viện quân, chính quyền Thiên Kinh phái bọn Tằng Lập Xương, Hứa Tông Dương và Trần Sĩ Bảo soái lĩnh 7500 người lên phía bắc tăng viện. Tháng 3 năm 1854, viện quân vượt Hoàng Hà, trên đường thu nạp không ít tân binh. Trong tháng 4, viện quân đến Lâm Thanh Châu thuộc Sơn Đông, không lâu sau vì tân binh không nghe hiệu lệnh nên tan rã thua chạy, Tằng Lập Xương đành rút về nam. Ông ta và Trần Sĩ Bảo trước sau chiến tử, còn Hứa Tông Dương chạy thoát về Thiên Kinh, bị bắt giam ở Đông lao. Quân đội của Lâm Phượng Tường, Lý Khai Phương vào tháng 3 lui về Phụ Thành, Cát Văn Nguyên chiến tử ở đất ấy. Nghĩa quân lại lui về phía nam đến Liên trấn (nay thuộc huyện Đông Quang, Hà Bắc), Lâm Phượng Tường nghe tin viện quân đã đến Sơn Đông, phái Lý Khai Phương chia quân đi nghênh tiếp. Lý Khai Phương chưa gặp được thì viện quân đã tan rã, ông ta đành phải cố thủ ở Cao Đường Châu thuộc Sơn Đông. Chính quyền Thiên Kinh phái Tần Nhật Cương soái lĩnh cánh viện quân thứ 2 lên bắc, ở Thư Thành thuộc An Huy bị quân Thanh đánh bại, đành phải quay về.
Quân Thanh vây khốn quân Bắc Phạt ở Liên trấn và Cao Đường Châu, khiến cho nghĩa quân ở 2 nơi không cách gì liên lạc với nhau, sau nhiều tháng cố thủ, do hết lương mà dần không chống nổi nữa. Tháng 3 năm 1855, tướng Thanh là Tăng Cách Lâm Thấm đánh hạ Liên trấn, Lâm Phượng Tường thụ thương nên bị bắt, sau đó bị áp giải về Bắc Kinh xử tử. Tăng Cách Lâm Thấm soái binh đến Cao Đường Châu, Lý Khai Phương biết tin toàn quân của Lâm Phượng Tường bị tiêu diệt, bèn từ Cao Đường Châu đột vây đến đồn Phùng Quan, lại bị quân Thanh vây khốn, không lâu sau bị bắt, vào tháng 6 bị xử tử ở Bắc Kinh.

## Đánh giá và ảnh hưởng
Nhà sử học Trung Quốc cận đại Quách Đình Dĩ nhận định: cuộc Bắc Phạt của Thái Bình Thiên Quốc thất bại vì 2 nguyên nhân chính: 1 là binh lực không đủ, vả lại bộ binh chiếm phần lớn, không quen giao chiến trên đồng bằng, không địch nổi kỵ binh của Tăng Cách Lâm Thấm. 2 là người phương bắc thận trọng, ít người hưởng ứng cuộc khởi nghĩa, không như thời kỳ ở Lưỡng Hồ, người đi theo kể đến hàng vạn. Nguyên nhân thứ 1 nhận được sự đồng tình của nhiều người, trong đó nhà sử học La Nhĩ Cương và Trung vương Lý Tú Thành của Thái Bình Thiên Quốc. Trong Tự thuật của mình, Lý Tú Thành cho rằng hành động này là điều đầu tiên trong 10 sai lầm lớn của cuộc khởi nghĩa.
Cũng có quan điểm cho rằng hành động Bắc Phạt phản ánh tâm lý cầu an của Đông vương Dương Tú Thanh. Năm 1852. ông ta từng nói: "Ngày nay thượng sách chẳng bằng bỏ Việt không giữ, đánh thẳng về phía trước, men (Trường) Giang mà chiếm lấy thành bảo, bỏ qua những chỗ yếu hại, giữ chắc Kim Lăng, lấy chỗ này làm căn bản. Về sau sai tướng ra đánh 4 mặt, chia nhau quấy nhiễu nam bắc. Cho dù không nên việc, Hoàng Hà về phía nam, ta cũng có thể giữ được!"
Hành động Bắc Phạt thất bại đã làm tổn thất của Thái Bình Thiên Quốc một lượng lớn tinh binh lương tướng, nhưng đã thu hút sự chú ý của chính quyền nhà Thanh, tạo điều kiện cho sự thành công của các cuộc Đông chinh và Tây chinh sau này.